# نیروگاه خورشیدی ملارد
نیروگاه خورشیدی ملارد یک نیروگاه خورشیدی در استان تهران،شهرستان ملارد است که در تاریخ ۱۳۹۳/۰۶/۰۵ توسط معاون اجرایی رئیس‌جمهور وقت افتتاح شد. این نیروگاه قابلیت ایجاد توانی برابر با ۵۱۴ کیلووات را دارا می‌باشد.

## مشخصات فنی
نیروگاه خورشیدی ملارد دارای ۵۱ عدد اینورتر خورشیدی، ۹ هزار وات و یک هزار و ۸۳۶ سلول خورشیدی مونوکریستال است.